# Club Deportivo Mirandés
Maillots
Actualités
Le Club Deportivo Mirandés est un club de football espagnol basé à Miranda de Ebro qui joue en Segunda División depuis la saison 2019-2020.

## Historique
| \| Miranda de Ebro \| Emplacement de Miranda de Ebro, en Espagne. |
| Miranda de Ebro                                                   |

- 1927 : fondation du club
- 1977 : promotion en Segunda División B (D3)
- 1982 : relégation en Tercera División (D4)
- 1987 : promotion en Segunda División B (D3)
- 1988 : relégation en Tercera División (D4)
- 1989 : promotion en Segunda División B (D3)
- 1991 : relégation en Tercera División (D4)
- 2003 : promotion en Segunda División B (D3)
- 2005 : relégation en Tercera División (D4)
- 2009 : promotion en Segunda División B (D3)
- 2012 : promotion en Segunda División (D2), le club atteint en parallèle les demi-finales de la Coupe du Roi
- 2017 : relégation en Segunda División B (D3)
- 2019 : promotion en Segunda División (D2)
- 2020 : le club atteint les demi-finales de la Coupe du Roi

## Saisons
| Primera División   | 0  |
| Segunda División   | 6  |
| Segunda División B | 15 |
| Tercera División   | 50 |